# پاتریس لانوا
پاتریس لانوا (به فرانسوی: Patrice Lanoy) روزنامه‌نگار و نویسنده قرن بیستم میلادی اهل فرانسه است.